# Elegy (album Scream Silence)
Elegy – czwarty album niemieckiej grupy Scream Silence, wydany w 2004 roku.

## Lista utworów
1. „The Sign” – 5:23
2. „Without a Trace” – 3:33
3. „Living in the Rose” – 3:38
4. „Curious Changes” – 4:53
5. „Oblivion” – 4:07
6. „The Doubt” – 3:32
7. „Derangement” – 4:07
8. „Agony” – 3:30
9. „My Swallow Bride” – 5:58
10. „Elegy” – 8:24
11. „The Sleep” – 4:15